# 坂下町 (福島県)
坂下町（ばんげまち）は福島県河沼郡にあった町。現在の会津坂下町中心部にあたる。

## 地理
- 河川：旧宮川

## 歴史
- 1889年（明治22年）4月1日 - 町村制の施行により坂下町が単独で自治体を形成。
- 1955年（昭和30年）4月1日 - 若宮村・金上村・広瀬村・川西村・八幡村と合併して会津坂下町が発足。同日坂下町廃止。

## 交通

### 鉄道路線
- 日本国有鉄道
  - 只見線
    - 会津坂下駅

### 道路
- 越後街道（現・国道49号）